# Saint-Brieuc-des-Iffs
 Saint-Brieuc-des-Iffs  es una población y comuna francesa, situada en la región de Bretaña, departamento de Ille y Vilaine, en el distrito de Rennes y cantón de Bécherel.

## Demografía
| 280 | 258 | 257 | 279 | 288 | 296 |
| Para los censos de 1962 a 1999 la población legal corresponde a la población sin duplicidades (Fuente: INSEE [Consultar]) |     |     |     |     |     |